# Castillo de Chambord

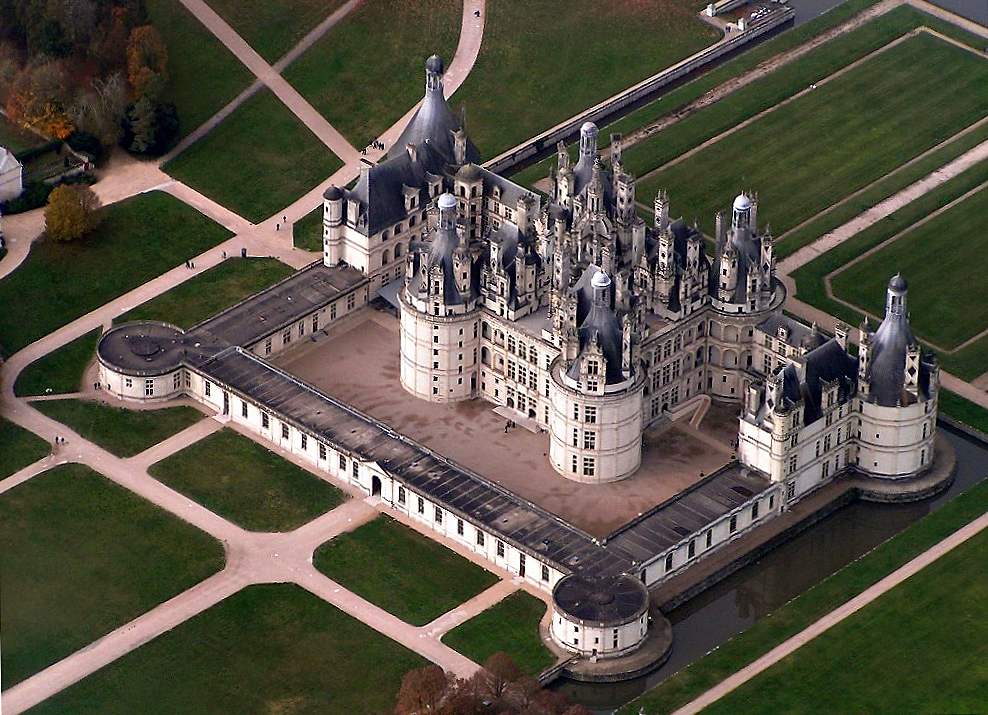
Vista aérea del castillo.

El castillo de Chambord (en francés: château de Chambord), en la región del Centro-Valle de Loira, es uno de los châteaus más reconocibles en el mundo debido a su arquitectura renacentista francesa muy distintiva, que mezcla formas tradicionales medievales con estructuras clásicas italianas.
Es el castillo más grande de los castillos del Loira, pero fue construido para servir solo como un pabellón de caza para el rey Francisco I, quien mantuvo sus residencias reales en el castillo de Blois y en el castillo de Amboise.
En 1840, fue inscrito en la primera lista de monumentos históricos del país y declarado Patrimonio de la Humanidad por la Unesco en 1981. Actualmente forma parte del conjunto de castillos del Loira que fueron declarados Patrimonio de la Humanidad por la Unesco, como «Valle del Loira entre Sully-sur-Loire y Chalonnes», en 2000.

## Historia

### Propiedad real
El diseño del Château de Chambord es motivo de controversia. El diseño original se atribuye, aunque con varias dudas, a Domenico da Cortona, cuyo modelo de madera para el diseño sobrevivió el tiempo suficiente para ser dibujado por André Félibien en el siglo XVII. En los dibujos del modelo, la escalera principal del torreón se muestra con dos tramos rectos y paralelos separados por un pasillo y se encuentra en uno de los brazos de la cruz. Según Jean-Guillaume, este diseño italiano fue posteriormente reemplazado por la escalera de caracol central, similar a la del Blois, un diseño más compatible con la preferencia francesa por las grandiosas escaleras espectaculares. Sin embargo, "al mismo tiempo el resultado fue también un triunfo del diseño centralizado, que es en sí mismo un elemento totalmente italiano." En 1913, Marcel Reymond sugirió que Leonardo da Vinci, invitado de Francisco en el Clos Lucé cerca de Amboise, fue responsable del diseño original, que refleja los planes de Leonardo para un castillo en Romorantin para la madre del rey, y sus intereses en el diseño central y las escaleras de doble espiral; la discusión aún no ha concluido, aunque muchos académicos ahora coinciden en que Leonardo fue al menos responsable del diseño de la escalera central.
Los hallazgos arqueológicos de Jean-Sylvain Caillou y Dominic Hofbauer han establecido que la falta de simetría de algunas fachadas deriva de un diseño original, abandonado poco después de comenzar la construcción, y cuyo plan de planta se organizaba alrededor de la escalera central siguiendo una simetría giratoria central. Dicho diseño rotativo no tiene equivalente en la arquitectura de este período de la historia, y parece recordar los trabajos de Leonardo da Vinci sobre turbinas hidráulicas o el helicóptero. De haberse respetado, se cree que este edificio único podría haber presentado la escalera abierta de cuádruple espiral, extrañamente descrita por John Evelyn y Andrea Palladio, aunque nunca se construyó.
Independientemente de quién diseñó el castillo, el 6 de septiembre de 1519 se ordenó a Francis de Pontbriand comenzar la construcción del Château de Chambord. La obra fue interrumpida por la Guerra Italiana de 1521–1526, y se ralentizó debido a la disminución de los fondos reales y las dificultades para asentar las bases de la estructura. Para 1524, las paredes apenas se elevaban sobre el nivel del suelo. La construcción se reanudó en septiembre de 1526, momento en el cual se emplearon 1,800 trabajadores en la construcción del castillo. Al momento de la muerte del rey Francisco I en 1547, la obra había costado 444,070 libras.

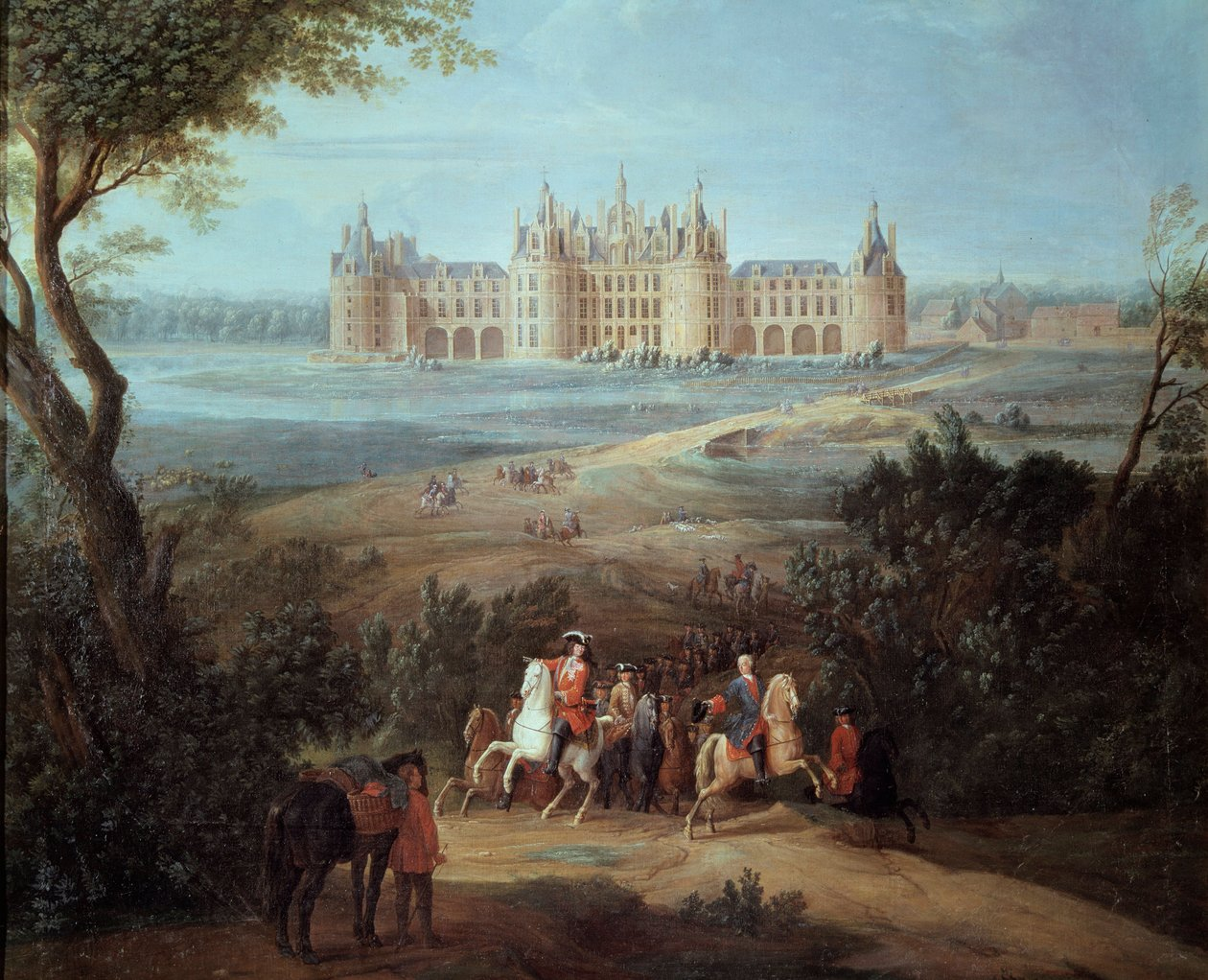
Pintura de Pierre-Denis Martin del Château de Chambord en 1722

El castillo fue construido para actuar como pabellón de caza del rey Francisco I; sin embargo, el rey pasó allí apenas siete semanas en total, ese tiempo consistió en breves visitas de caza. Como el castillo había sido construido con el propósito de estancias cortas, no era práctico vivir en él a largo plazo. Las enormes habitaciones, las ventanas abiertas y los altos techos hacían que la calefacción fuera impráctica. Del mismo modo, como el castillo no estaba rodeado por una aldea o finca, no había una fuente inmediata de alimento aparte de la caza. Esto significaba que toda la comida tenía que ser traída con el grupo, que típicamente contaba con hasta 2,000 personas a la vez.
Como resultado de todo lo anterior, el castillo estaba completamente sin amueblar durante este período. Todos los muebles, revestimientos de paredes, utensilios de comedor y demás eran traídos específicamente para cada viaje de caza, un gran ejercicio logístico. Es por esta razón que muchos muebles de la época se construyeron para ser desmontados y facilitar su transporte. Después de que Francisco muriera de un ataque al corazón en 1547, el castillo no se utilizó durante casi un siglo.
Durante más de 80 años después de la muerte del rey Francisco I, los reyes franceses abandonaron el castillo, permitiendo que cayera en decadencia. Finalmente, en 1639 el rey Luis XIII se lo dio a su hermano, Gastón, duque de Orleans, quien salvó el castillo de la ruina llevando a cabo muchas obras de restauración.

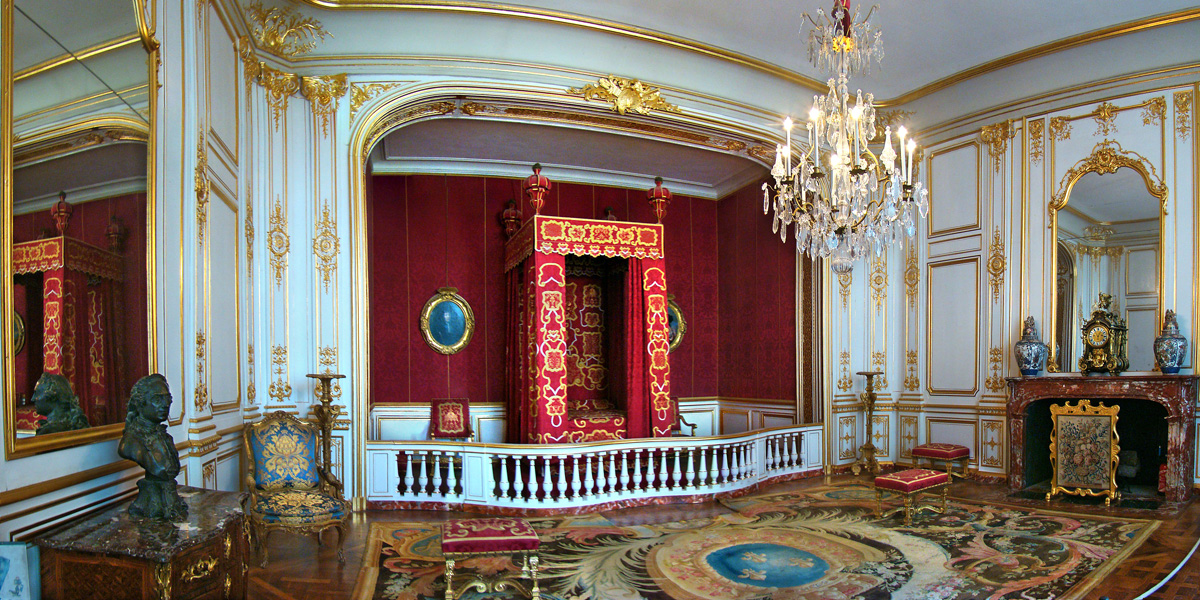
Dormitorio ceremonial de Luis XIV

El rey Luis XIV mandó restaurar el gran torreón y amuebló los apartamentos reales. Luego, el rey añadió un establo para 1,200 caballos, lo que le permitió usar el castillo como pabellón de caza y lugar de entretenimiento durante algunas semanas cada año; por ejemplo, Molière presentó aquí el estreno de su famosa comedia, Le Bourgeois Gentilhomme. Sin embargo, Luis XIV abandonó el castillo en 1685.
De 1725 a 1733, Stanisław Leszczyński (Stanislas I), el depuesto rey de Polonia y suegro del rey Luis XV, vivió en Chambord. En 1745, como recompensa por su valentía, el rey le dio el castillo a Maurice de Saxe, Mariscal de Francia, quien instaló allí su regimiento militar. Maurice de Saxe murió en 1750, y una vez más el colosal castillo permaneció vacío durante muchos años.

## Arquitectura
El diseño original del castillo de Chambord se debe a Domenico da Cortona, pero fue cambiado durante los veinte años de su construcción (1519-1539). Se cree que Leonardo da Vinci estuvo implicado en el diseño original al ser invitado por el rey Francisco I. Da Vinci vivió y trabajo allí los últimos tres años de su vida, falleciendo en 1519 en el castillo de Clos-Lucé, cerca de Amboise. Fue enterrado en la capilla de Saint-Hubert del castillo de Amboise. Los dos castillos se conectan por un pasadizo subterráneo.
En el castillo se destacan ocho torres inmensas, 440 habitaciones, 365 chimeneas y 84 escaleras. Cuatro vestíbulos rectangulares saltados sobre cada piso forman un conjunto en el centro. Uno de los toques de luz arquitectónicos muy famoso entre el gran público, es la hélice doble de la espectacular escalera abierta, donde la gente puede ascender y descender al mismo tiempo sin toparse con la otra persona.
Rodeado por 52,5 km² de árboles que forman un bosque de 31 kilómetros, el castillo es un cuadrilátero en cuyo interior se sitúa el torreón contra el lado septentrional. Dentro del torreón, en el cruce de los grandes vestíbulos perpendiculares a los que dan aposentos, la escalera de tramos dobles une las circulaciones verticales y horizontales y permite subir a las terrazas o bajar hacia el patio. Al salir de una sala, se encuentra en un vestíbulo con ventanas en un extremo y la gran escalera está visible.
Durante más de ochenta años después de la muerte de Francisco I, los siguientes reyes franceses no prestaron atención al castillo, dejando que se deteriorara con el paso del tiempo. Finalmente, el rey Luis XIII se lo dio en 1639 a su hermano Gastón de Orléans, quien lo restauró evitando que cayera en la ruina.

### Torreón y escalera de doble hélice

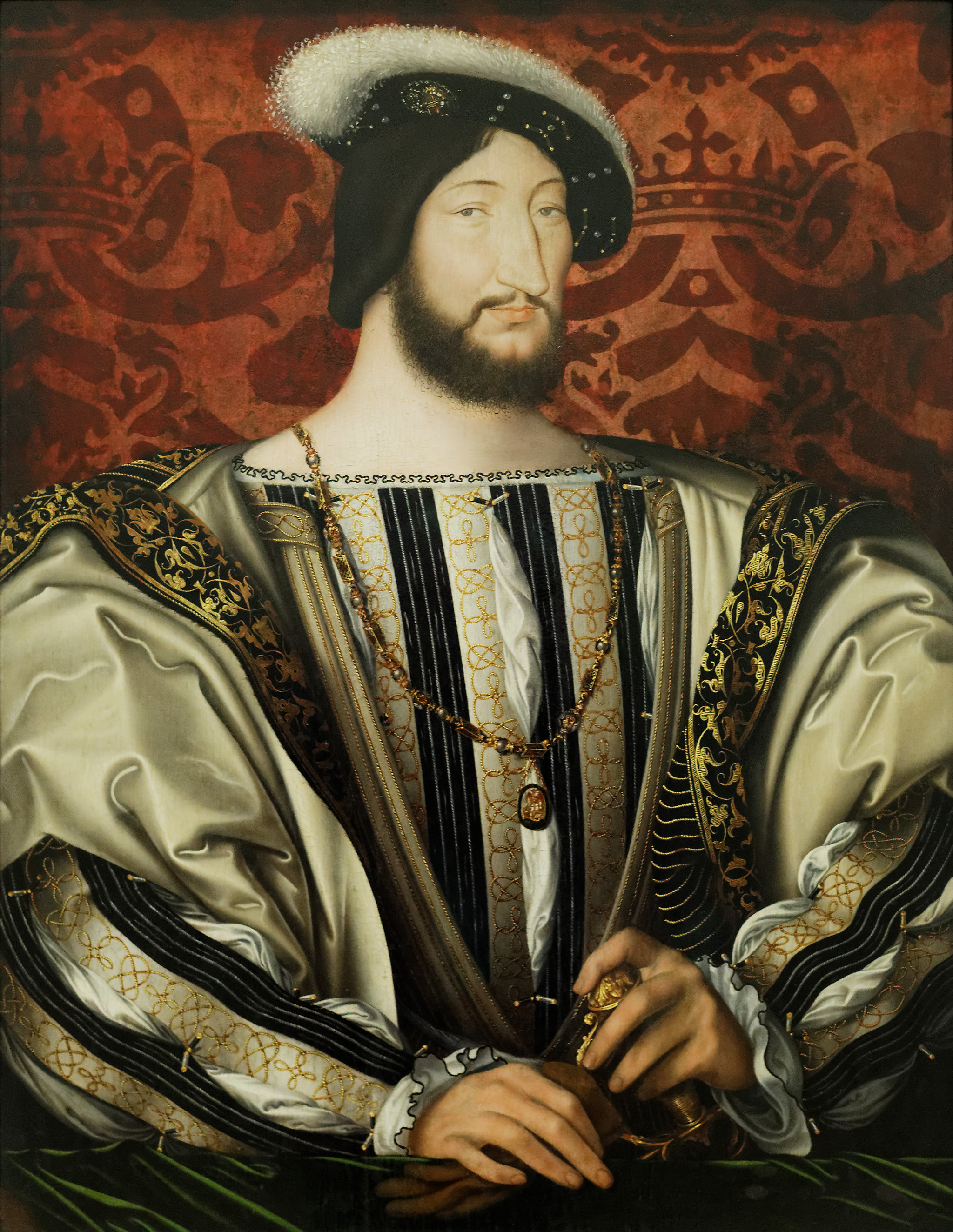
Francisco I, por Jean Clouet (± 1530).

Luis XIV, por Hyacinthe Rigaud (1701).

Iniciado en 1520, este cuerpo central del castillo -aunque de construcción francesa, con sus torres de ángulo- ya está inspirado en la arquitectura italiana con sus fachadas y molduras horizontales. Está rematado por una torre linterna decorada, alrededor de la cual se despliegan las terrazas.
En su centro se eleva la famosa escalera de tramos dobles, cuyo decorado esculpido es una de las obras maestras del Renacimiento francés.
Adornada con dos pliegues espirales imbricada a un núcleo hueco, permite divisar desde uno de los dos tramos a las personas que toman la otra sin llegar a cruzarse.
Alrededor de esta escalera se comunican cuatro salas que forman una cruz y que distribuyen cuatro partes de vivienda. La excepción de Chambord reside en esta opción totalmente nueva del plano centrado. Esta podría haber sido obra de Leonardo da Vinci, como afirma la tradición, pero no hay ninguna prueba que permita confirmarlo.
El torreón está rematado por las terrazas, que ofrecen a la vez el espectáculo de sus múltiples torres rematadas por altos tejados de pizarra y un magnífico panorama sobre la propiedad.

### Capilla
Una galería une el torreón con la capilla que, empezada por Francisco I, no se terminó por Jules Hardouin Mansart hasta la orden dada por Luis XIV. De dimensiones excepcionales, ocupa dos pisos.

### Aposento de Luis XIV
Se unieron dos partes a tabicar en el vestíbulo norte, para respetar las reglas de etiqueta que exigían que la suite real esté colocada en el centro de la fachada principal. Fue habitada sucesivamente por Luis XIV, Estanislao Leszczynki y luego por el mariscal de Sajonia.

### Aposentos delsigloXVIII
Chambord nunca estuvo tan habitado como durante el Siglo de las Luces. Para evocarlo, según el gusto de los criterios de confort de la época: volúmenes reducidos por la creación de recámaras, techos rebajados, chimeneas, empotradas en las grandes chimeneas del siglo XVI.

## Habitantes ilustres
- Francisco I de Francia. Constructor del castillo, instaló su morada en el ala norte.
- Enrique II. Su hijo continuó las obras entre 1547 y 1559 y agregó la capilla.
- Gastón de Orleans. Hermano de Luis XIII, inició la primera restauración entre 1643 y 1670.
- Luis XIV. Creó su aposento en el centro de la fachada. Molière realizó en 1670 la primera representación de El burgués gentilhombre en la sala de los guardias en el primer piso.
- Estanislao I Leszczynski. Suegro de Luis XV y rey de Polonia en el exilio, habitó aquí desde 1725 hasta 1733.
- El mariscal de Sajonia. Recibe la propiedad de Luis XV en 1745, tras su victoria de Fontenoy, y celebra suntuosas fiestas. Murió aquí en 1750.
- El mariscal de Berthier. Recibe el castillo como regalo de Napoleón I en 1809.
- El conde de Chambord, nieto de Carlos X que hubiera podido convertirse en rey bajo el nombre de Enrique V, pero no accedió nunca al trono y murió exiliado en 1883. Fue aquí desde donde lanzó su manifiesto a los franceses en el que declara su adhesión a la bandera blanca.
- En 1915, el gobierno francés expropia la propiedad a los herederos del conde de Chambord, la familia Borbón-Parma, compensándola económicamente en 1930.[2]

## Galería de imágenes

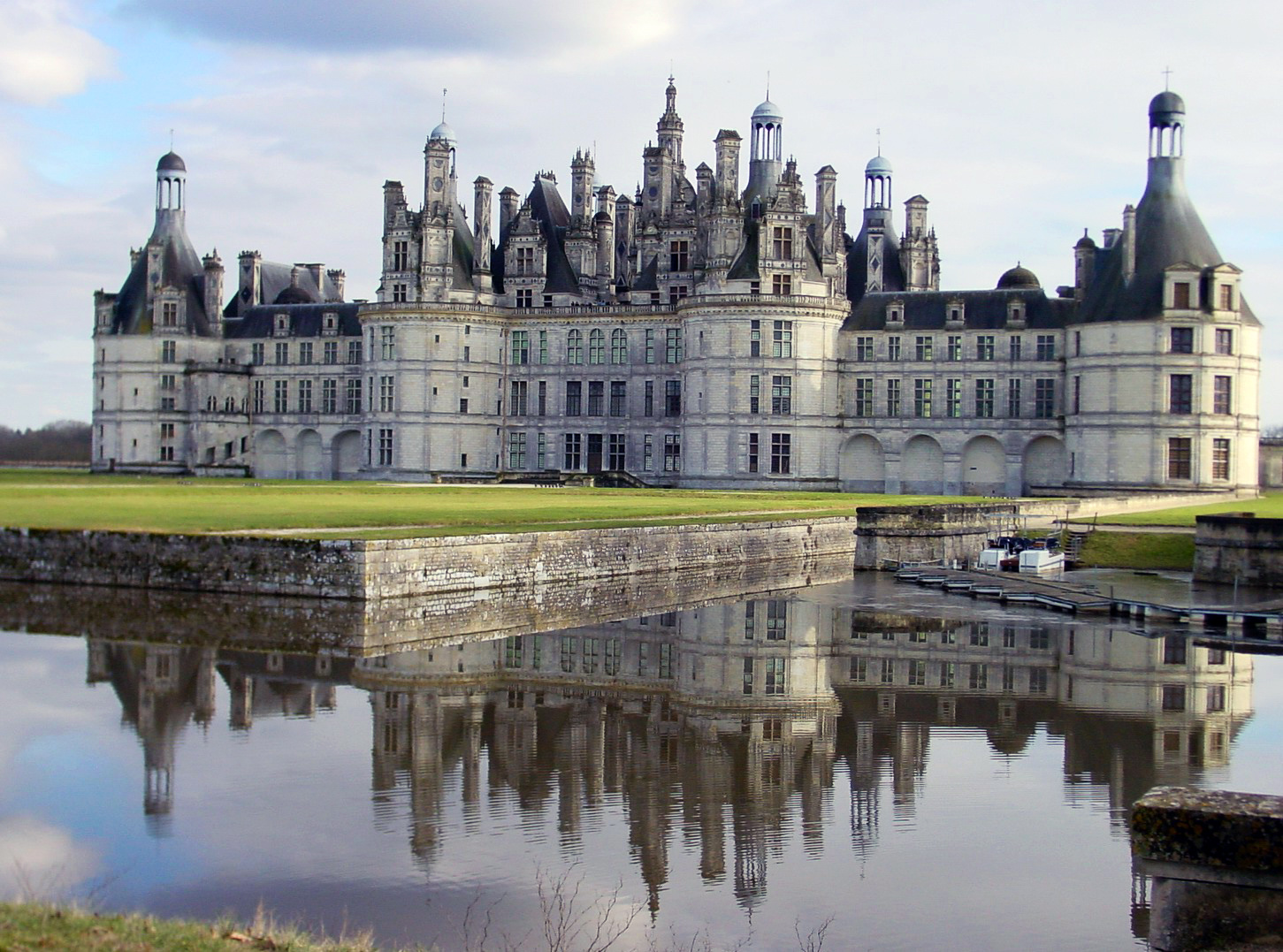
Vista general del castillo
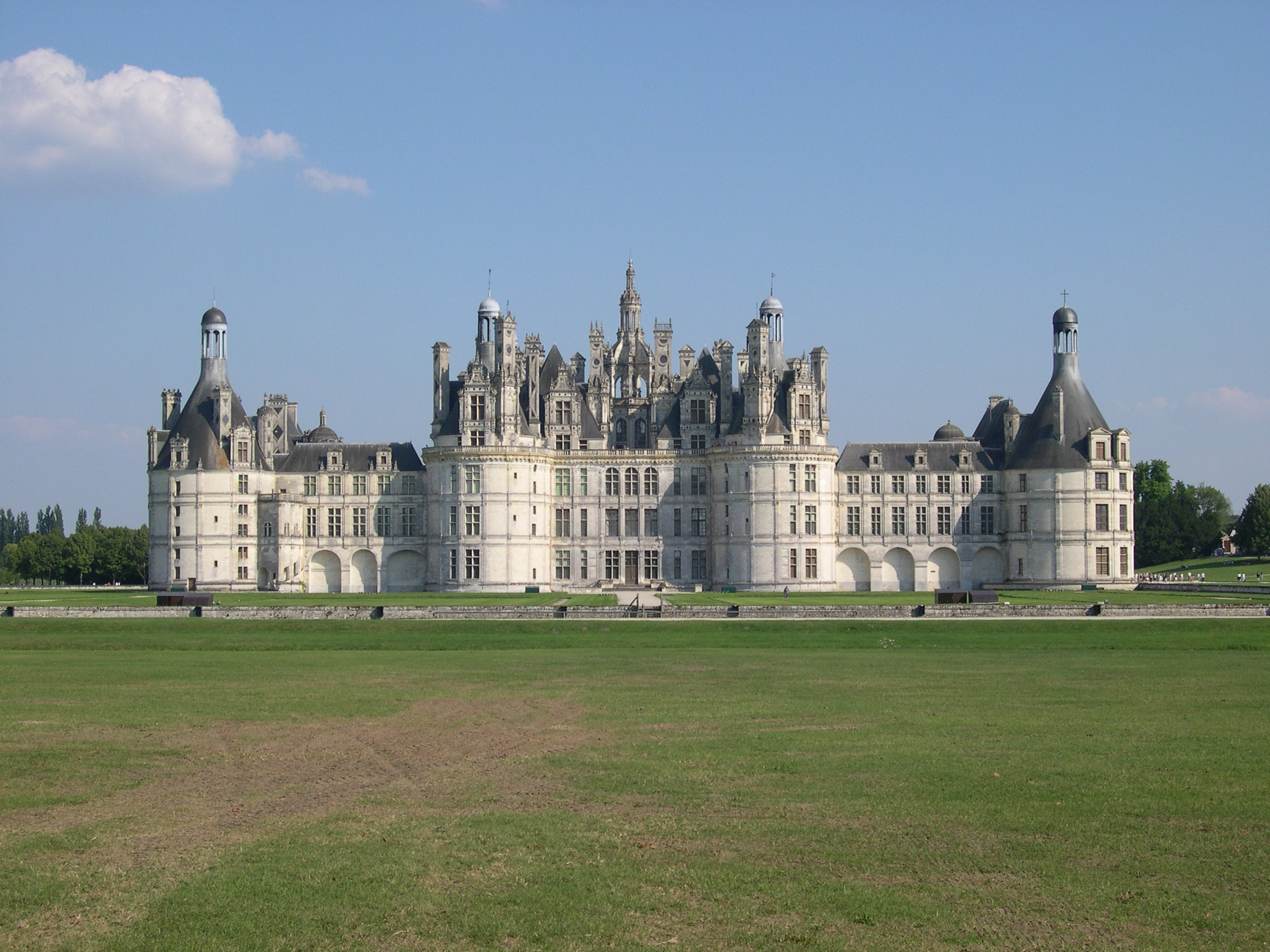
Vista general
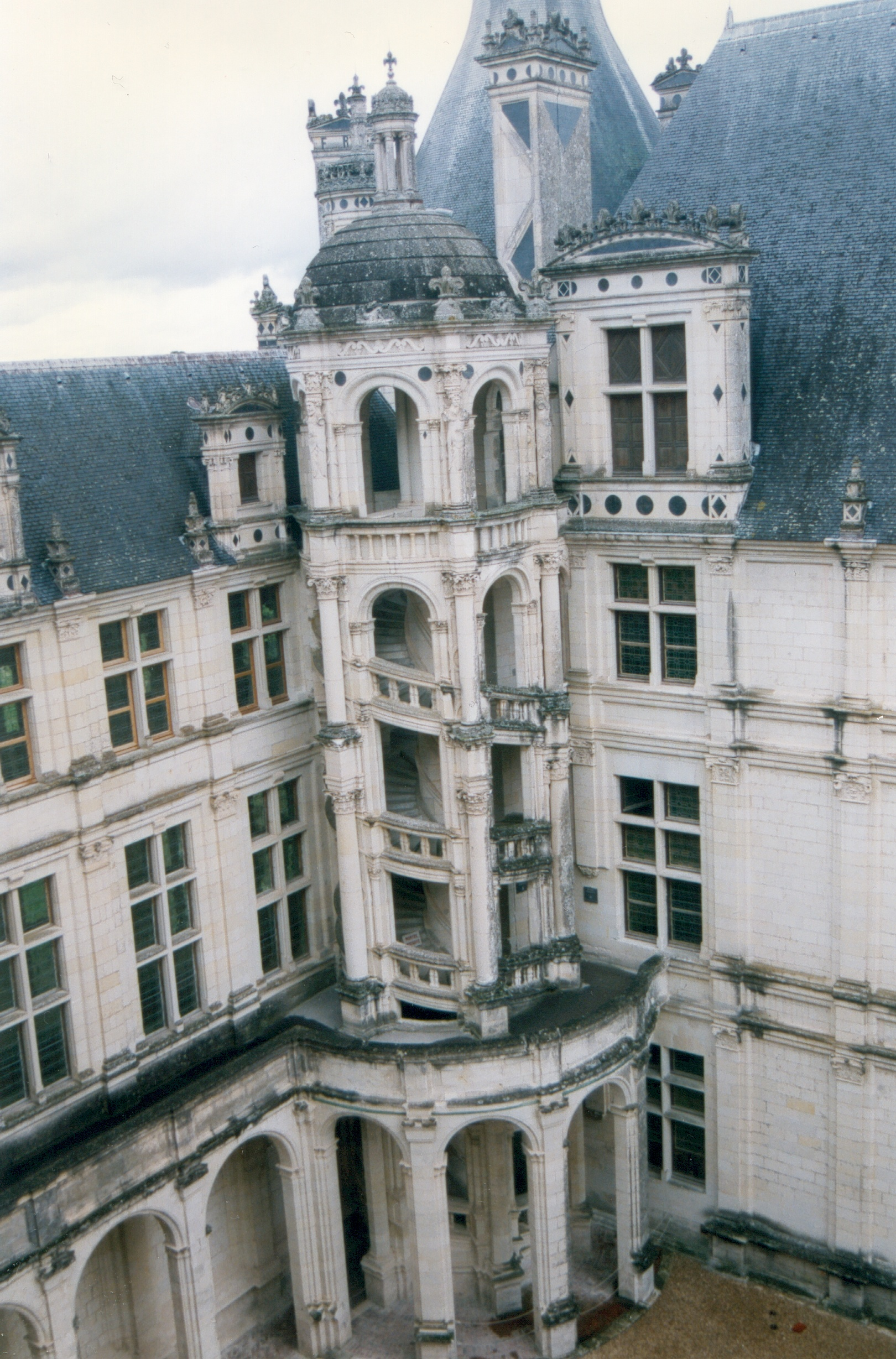
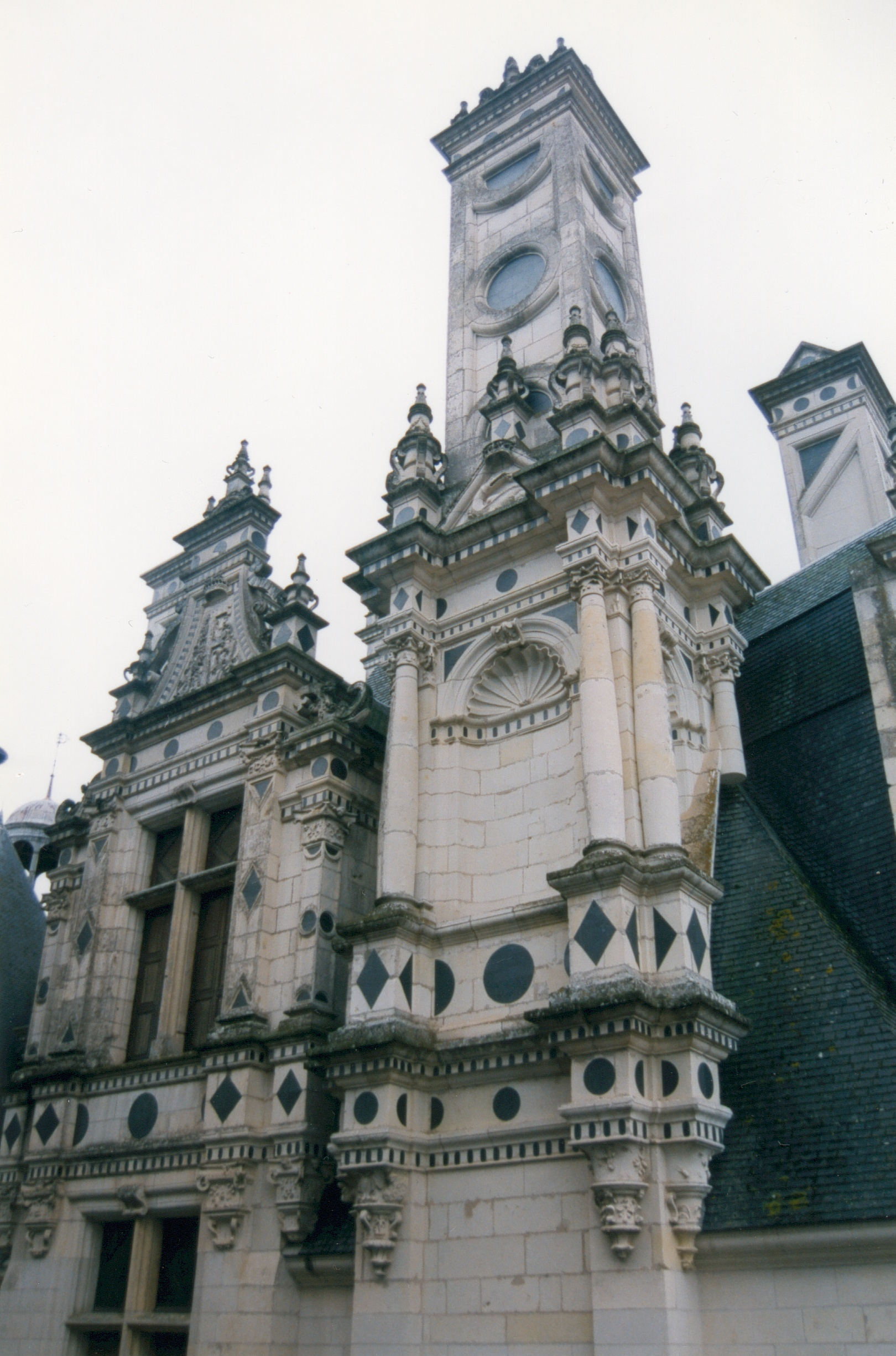
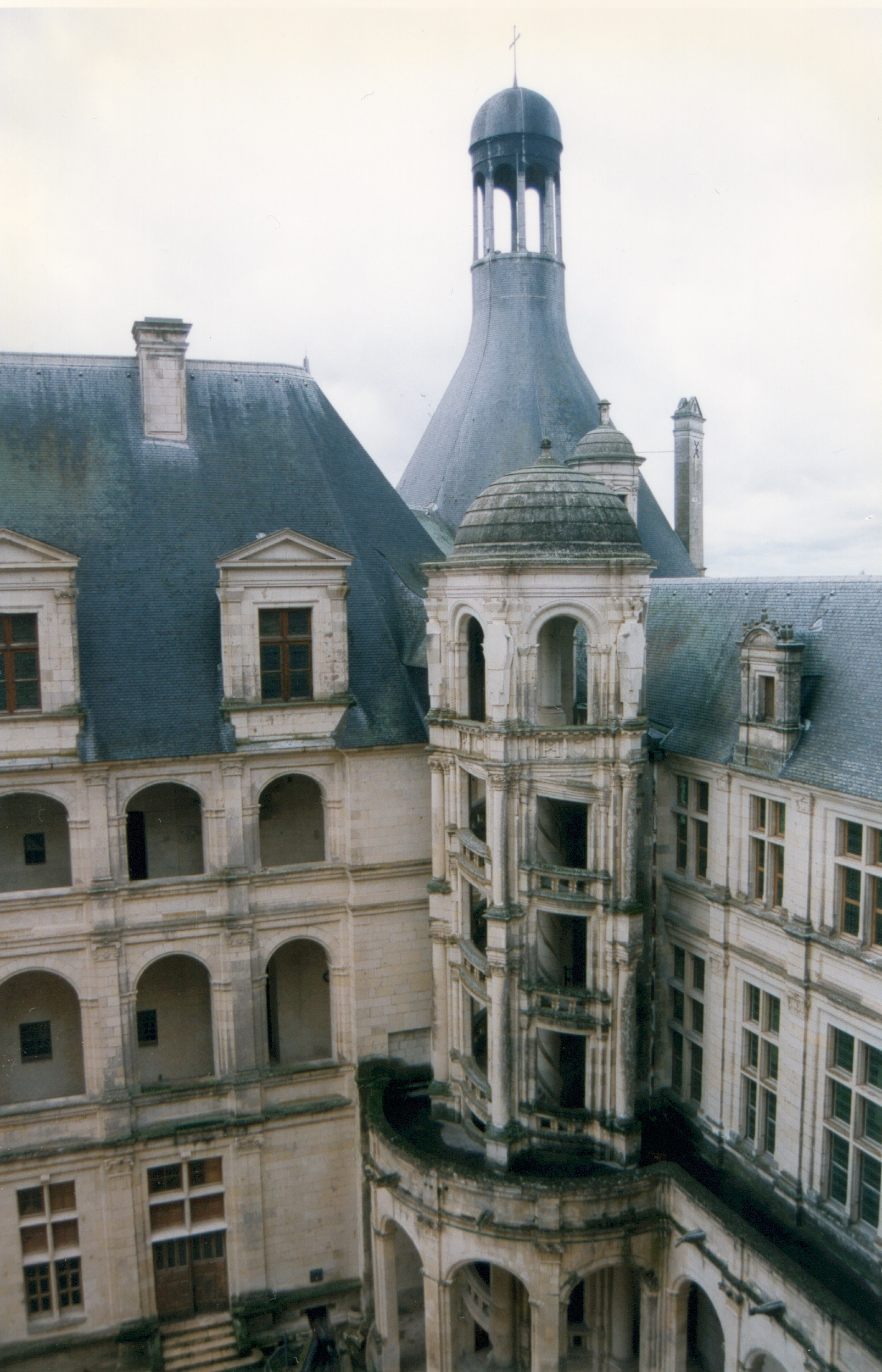
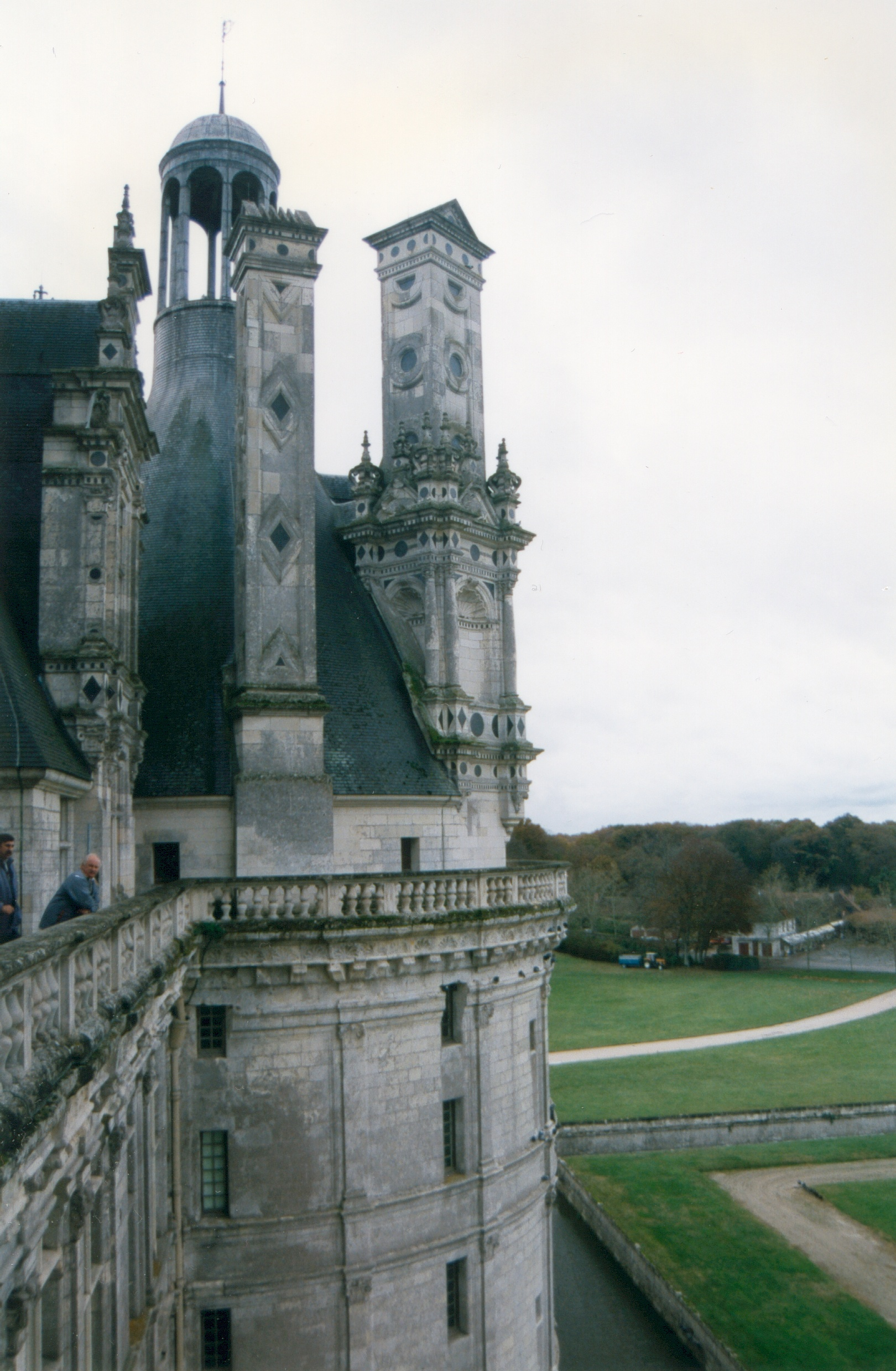
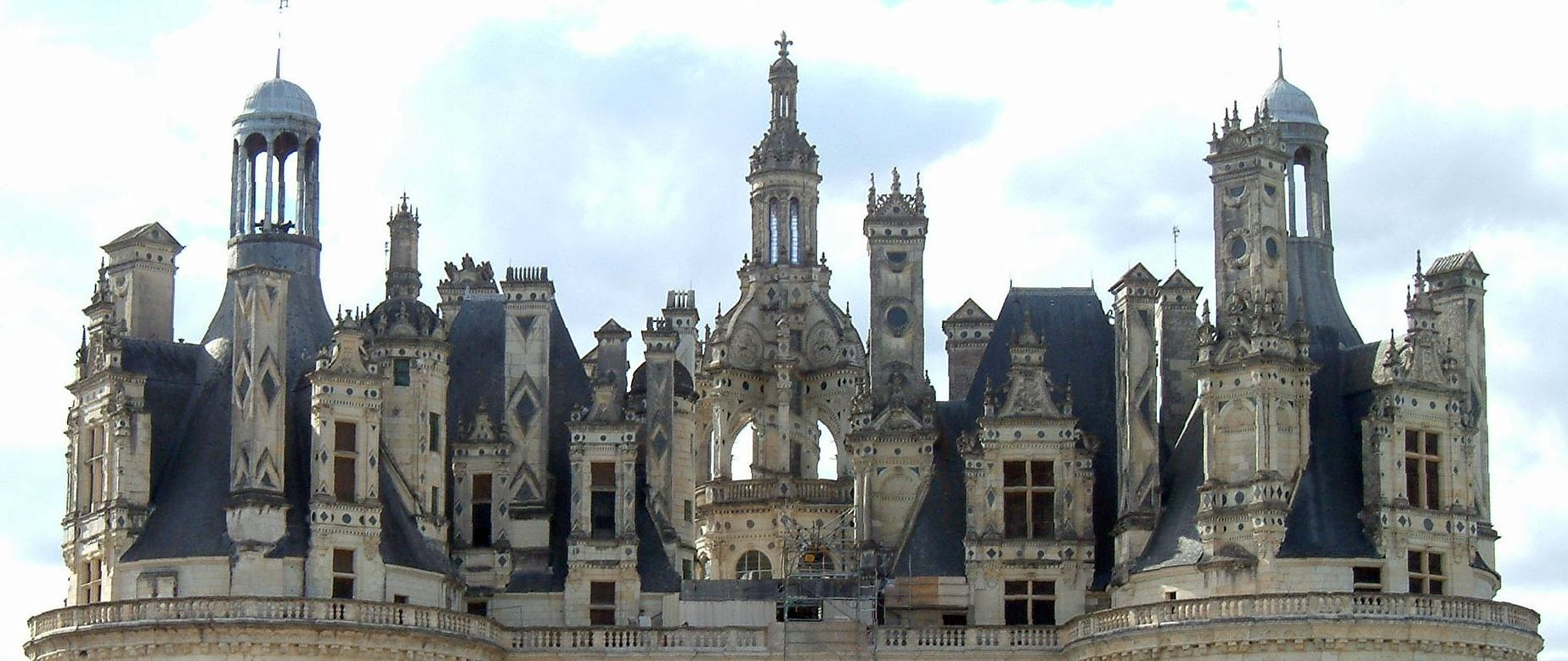
Vista de la techumbre y las chimeneas
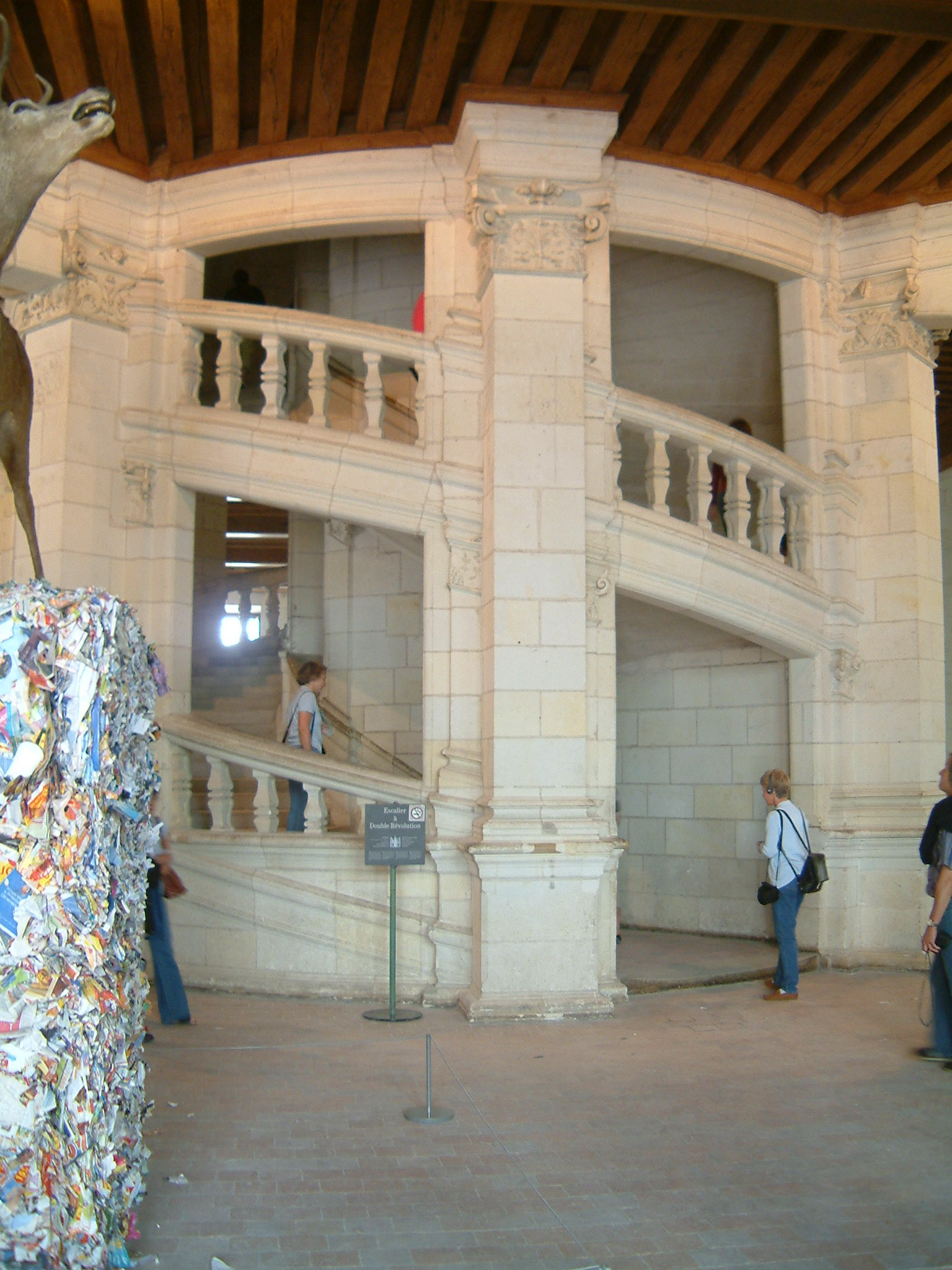
Escalera de doble hélice
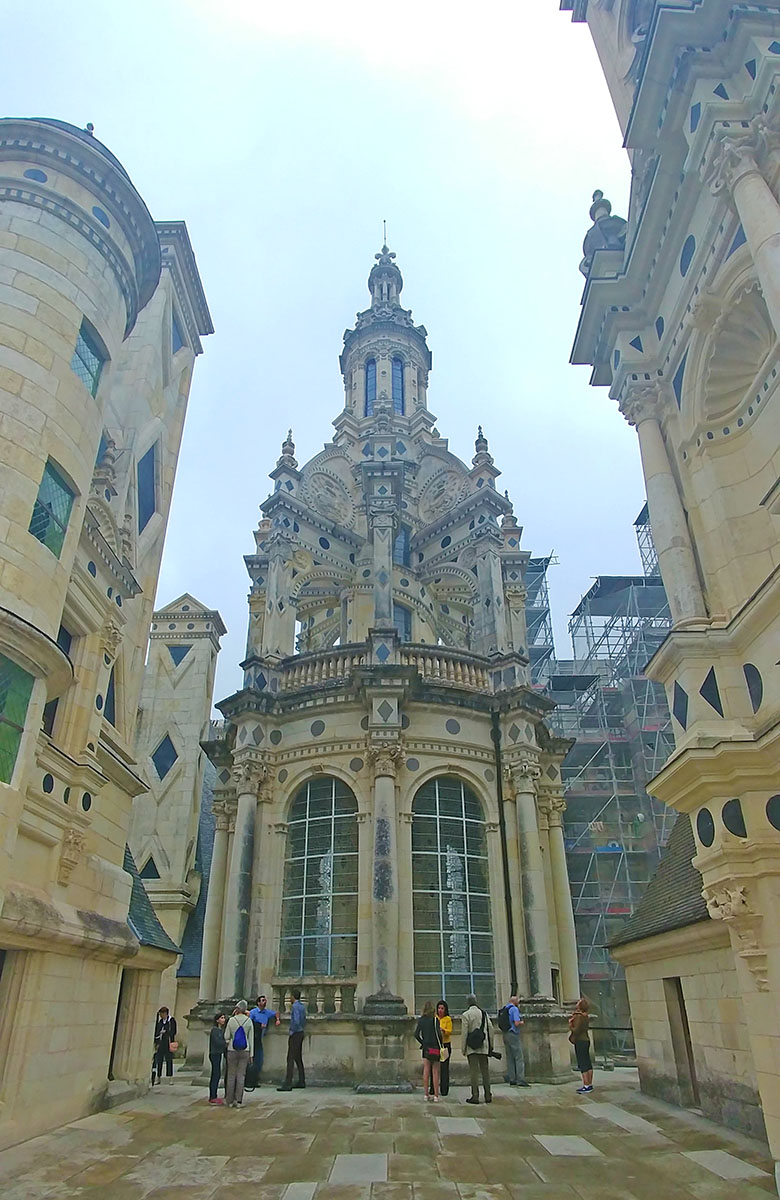
Cimborrio del castillo